# Шомон, Поль Филипп
Поль-Филипп де Шомон (фр. Paul-Philippe de Chaumont, 1613—1697) — французский богослов, сын теолога и хранителя королевского кабинета медалей Жана Шомона (1583—1667).
Сначала был проповедником, потом назначен хранителем книг королевского кабинета и чтецом короля. Благодаря такой близости ко двору, в 1654 году он был избран в Французскую академию. В 1671 году получил сан епископа d’Aire et Dax. 
Наиболее известные сочинения: 
- «L’Aréopagite défendu contre Edme Aubertin, ministre à Charenton» (1640)
- «La Chaîne des diamants, autrement la chaîne eucharistique faite des textes des Pères sur ces paroles: Cecy est mon corps» (1644)
- «Aplogoie de l’Église primitive, contre le ministre Mestrezat» (1653)
- «Réflexions sur le christianisme enseigné dans l’ìglise catholique» (Париж, 1693).